# Kościół artykularny w Hronseku
Kościół artykularny w Hronseku – jeden z pięciu zachowanych kościołów artykularnych na Słowacji. Znajduje się w miejscowości Hronsek, w Kotlinie Zwoleńskiej. W 2008 roku świątynia oraz położona w pobliżu dzwonnica zostały wpisane wraz z innymi drewnianymi świątyniami słowackich Karpat na listę światowego dziedzictwa UNESCO.

## Historia
Miejsce pod budowę świątyni zostało wskazane miejscowym protestantom przez cesarskiego urzędnika w 1725 roku na małej wyspie na rzece Hron. Budowę kościoła rozpoczęto 23 października tegoż roku i zgodnie z obowiązującym prawem ukończono 31 października 1726 roku. W tym dniu kościół został również poświęcony pamięci Marcina Lutra.
Autor projektu kościoła nie jest znany. Świątynia na planie krzyża greckiego ma 26 m długości, 11 m szerokości i 8 m wysokości. Wzniesiona z dębowego i modrzewiowego drewna konstrukcja szkieletowa nawiązuje do popularnych w Niemczech budowli szachulcowych, jednak w odróżnieniu od nich przestrzenie między zastrzałami pozostają wolne, a wypełnieniem ścian są deski, położone na wewnętrznych licach zastrzałów. Ściany zewnętrzne dzielą poziome linie krytych gontem gzymsów, między którymi znajduje się 30 niedużych, równomiernie rozmieszczonych okien. Do wnętrza wiedzie 5 wejść. Kościół pokryty jest stromym, gontowym dachem. Na jego trzech szczytach są umieszczone dębowe krzyże, zaś na czwartym - figura koguta jako symbolu chrześcijańskiej czujności.

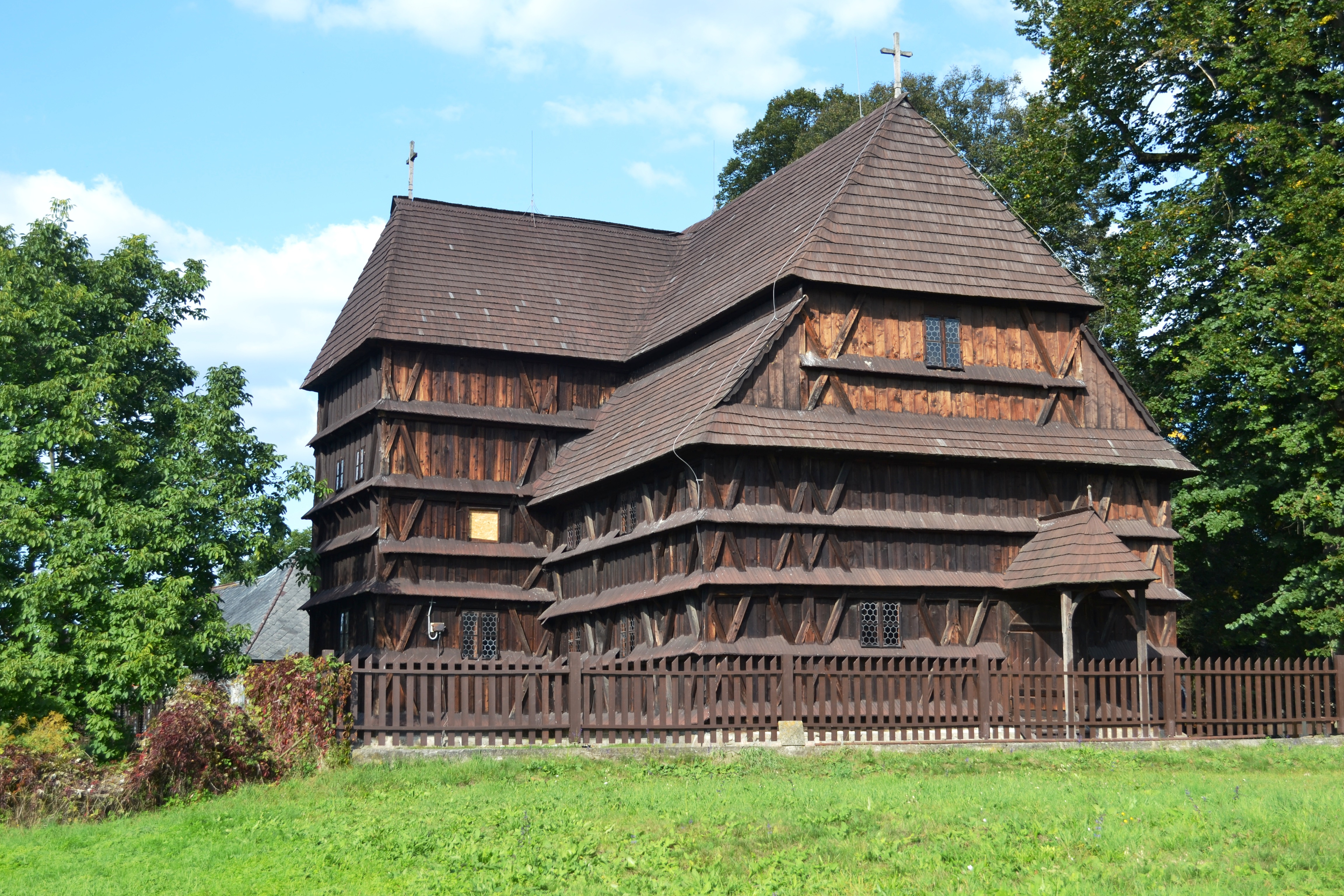
Widok ogólny
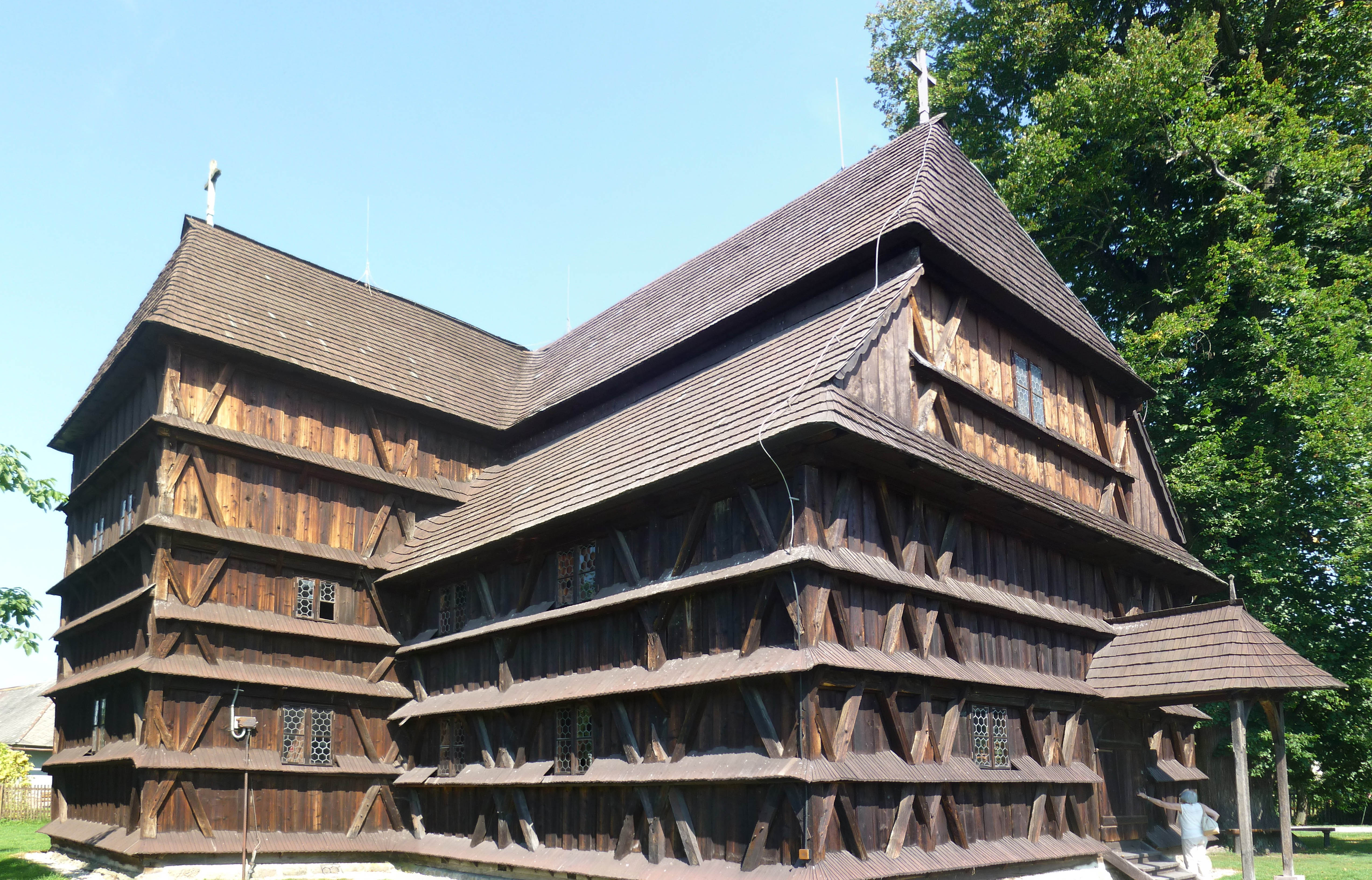
Elewacja boczna
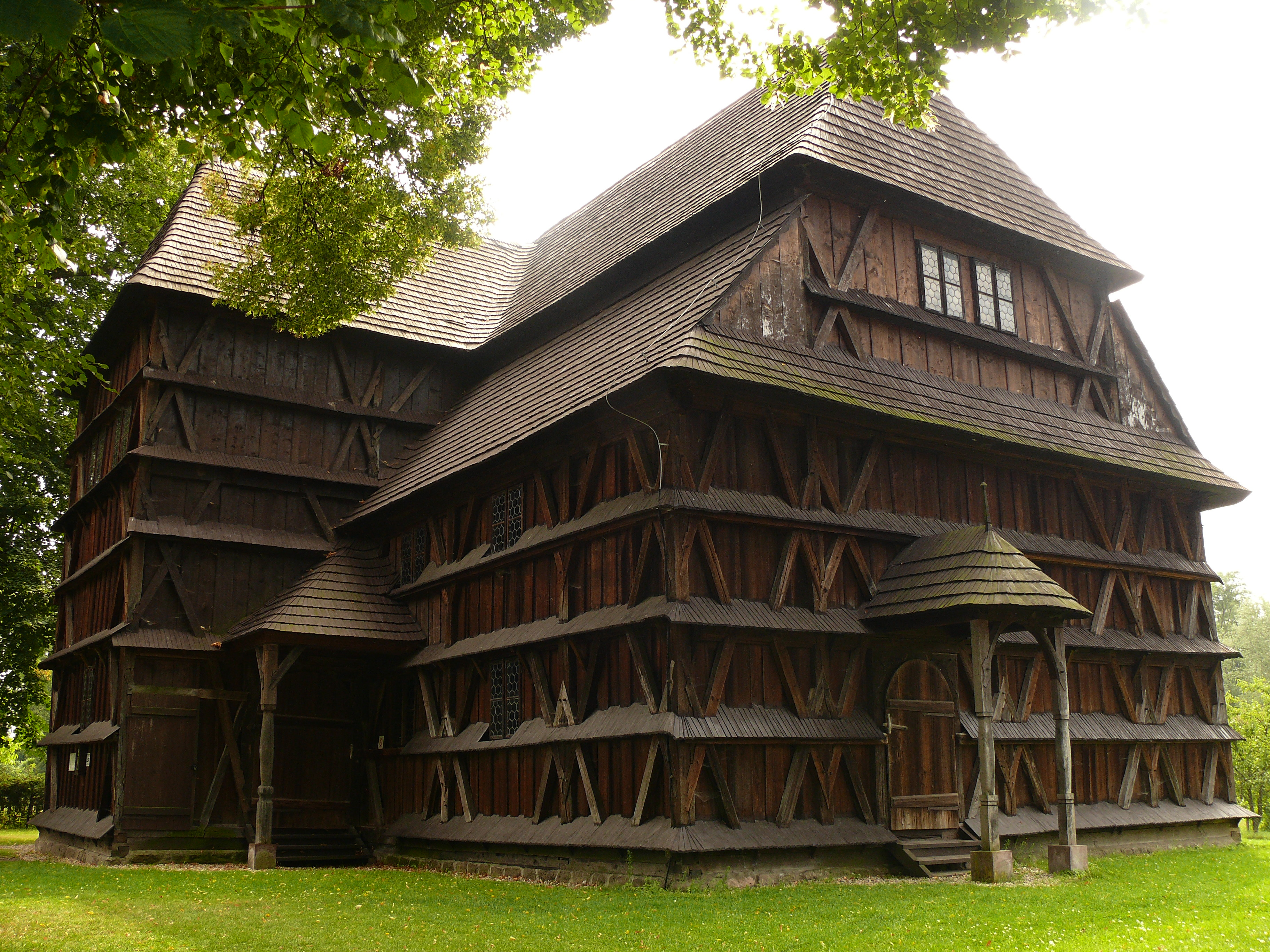
Elewacja frontowa

Wnętrze kościoła w całości pokryte deskowaniem. W nawach bocznych w ramionach krzyża sklepienia kolebkowe. Dzięki amfiteatralnemu usytuowaniu ław również na trzech chórach, niewielkie wnętrze dysponuje miejscami siedzącymi dla 1100 osób. Ołtarz główny barokowy, konstrukcji słupowej, zdobiony jest bogatą ornamentyką typu rocaille z motywami liści akantu. Jest dziełem mistrza Samuela Jurkoviča. W ołtarzu znajduje się malowidło Zesłanie Ducha Świętego, dzieło Samuela Mialoviča z 1771 r. oraz krucyfiks z datą „1739”. W kościele jest również szereg innych obrazów Mialoviča z tego samego okresu (Zwiastowanie NMP, Narodzenie Jezusa Chrystusa, Ofiara Abrahama, Ukrzyżowanie, Zmartwychwstanie, Wniebowstąpienie), umieszczanych wymiennie w ołtarzu głównym stosownie do kalendarza liturgicznego.
Drewniana ambona z gładkim parapetem i wolutowym baldachimem z pierwszej połowy XVIII w. ozdobiona jest bogatą ornamentyką opartą na motywie liścia akantu. Chrzcielnica pochodzi z 1726 r. Organy, zbudowane przez Martina Podkonickiego z Bańskiej Bystrzycy, pochodzą z 1764 r. Mają tylko 6 rejestrów, brak im pedałów i w odróżnieniu od większości świątyń katolickich znajdują się ponad ołtarzem.
Obok kościoła wznosi się barokowa, drewniana dzwonnica na rzucie kwadratu, zbudowana w tym samym czasie co kościół. Ma konstrukcję słupową na kamiennej podmurówce i ażurową izbicę, krytą namiotowym, czterospadowym dachem, zwieńczonym wydatną cebulastą banią. Na dzwonnicy znajduje się dzwon z XVIII w.

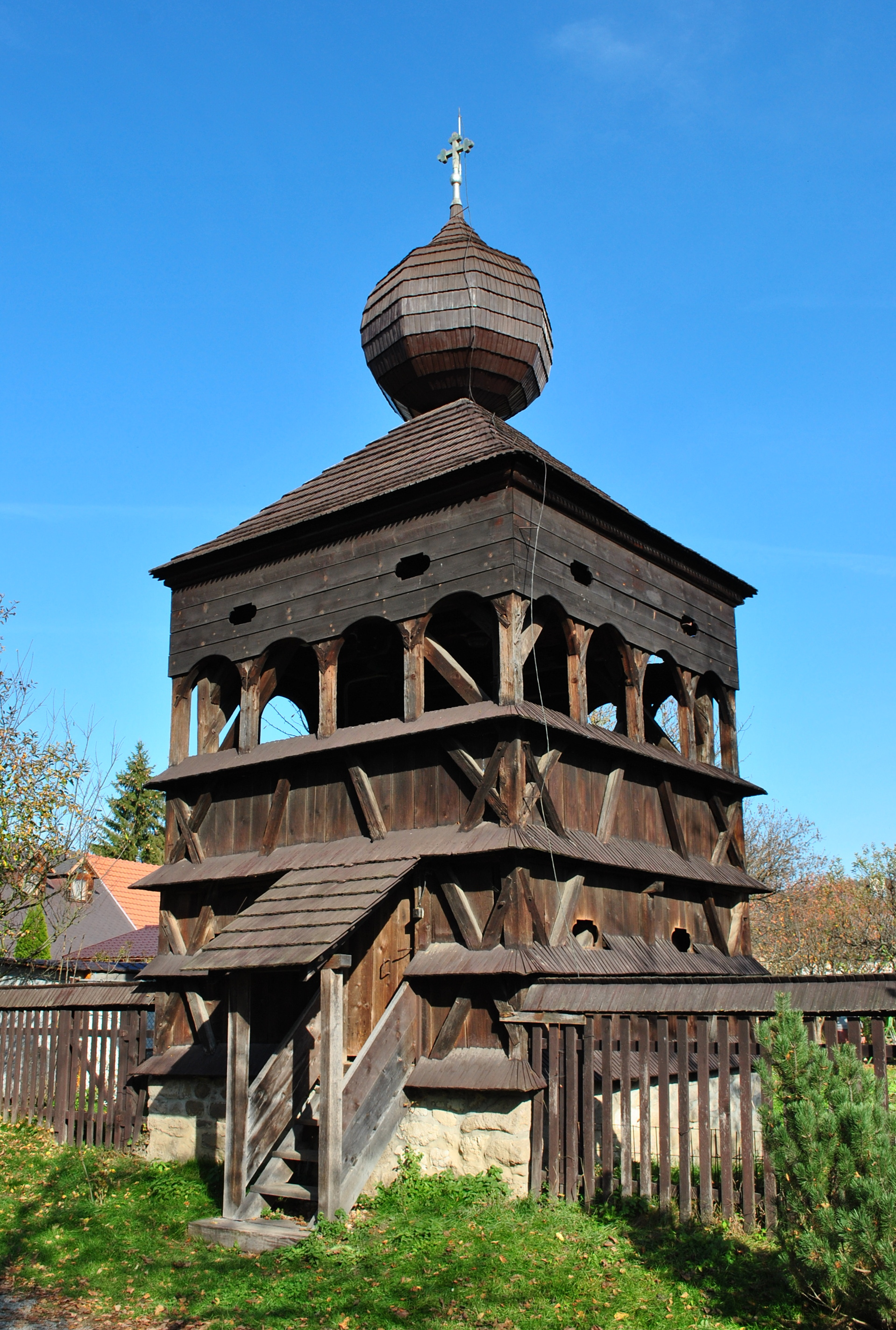
Dzwonnica
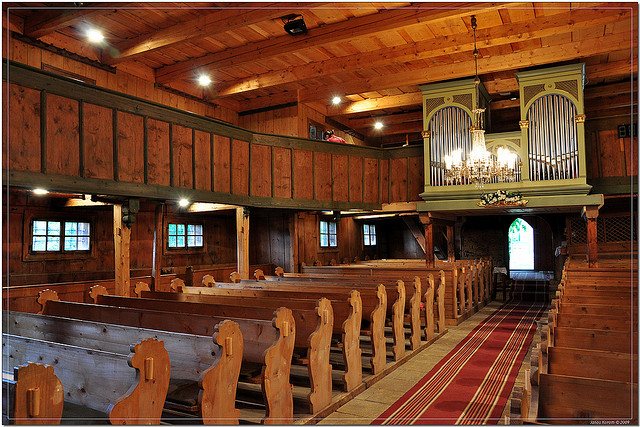
Wnętrze
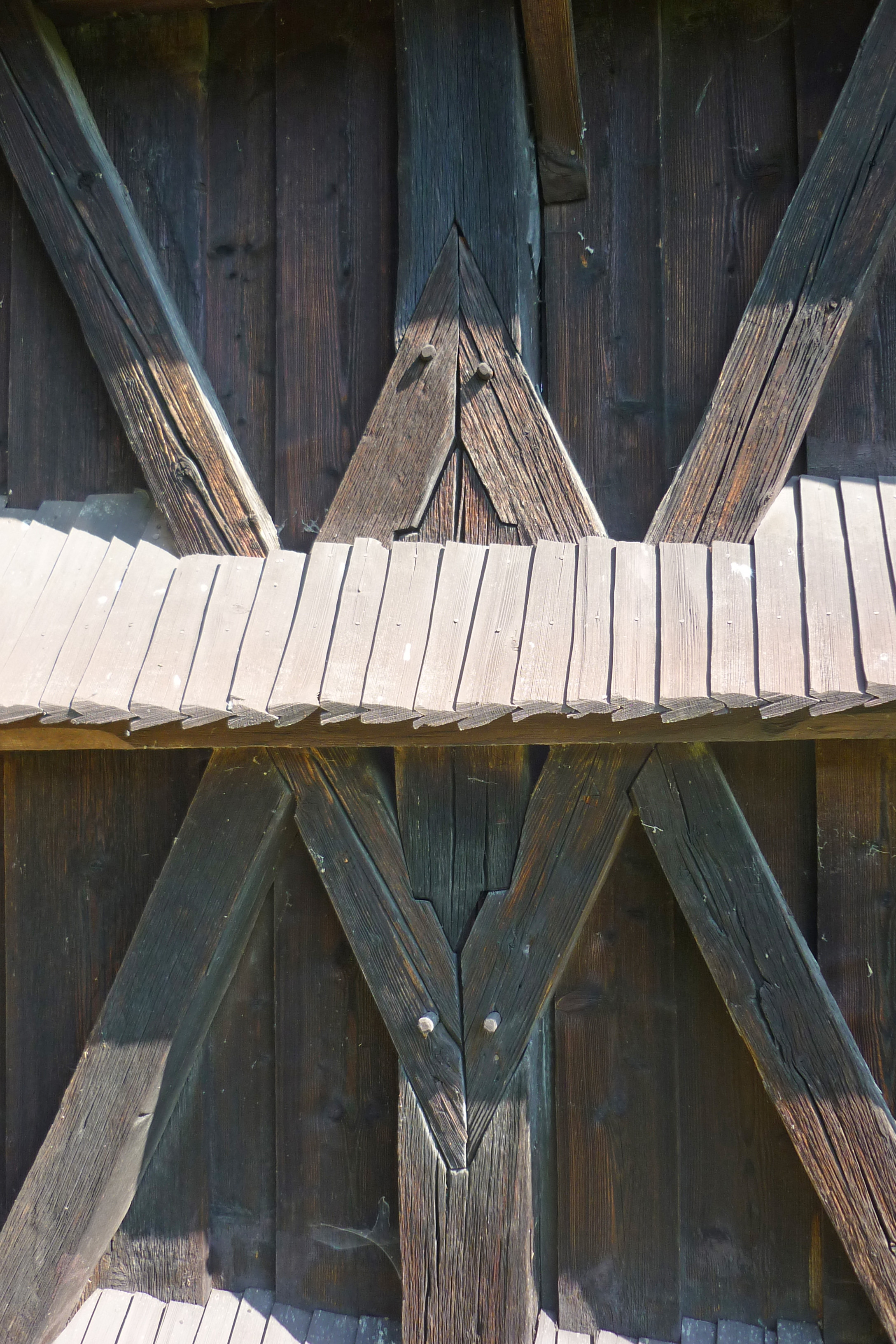
Elementy konstrukcji

W pobliżu kościoła stoi budynek ewangelickiej fary z XIX w. W połowie XIX w. na plebanii urzędował August Krčméry, który wraz z goszczącym tu „Szturowskim” poetą Andrejem Sládkovičem napisał popularną słowacką pieśń patriotyczną Hojže Bože, jak to boli... W kościele tym tenże Andrej Sládkovič zawarł 15 września 1847 r. ślub z mieszkanką Hronseku Júlią Senkovičovą.
Obok kościoła rosną cztery 200–250-letnie lipy drobnolistne, wysokie na 20-25 m, o obwodach pni w pierśnicy od 230 do 480 cm. Jako pomnik przyrody (słow. Lipy pri Hronseckom kostolíku) podlegają ochronie od 1969 r.